# Isotomurus cassagnaui
Isotomurus cassagnaui is een springstaartensoort uit de familie van de Isotomidae. De wetenschappelijke naam van de soort is voor het eerst geldig gepubliceerd in 1993 door Deharveng & Lek.